# Rue Thorel
La rue Thorel est une voie du 2e arrondissement de Paris, en France.

## Situation et accès
La rue Thorel est une voie publique située dans le 2e arrondissement de Paris. Elle débute au 9, rue Beauregard et se termine au 27, boulevard de Bonne-Nouvelle.

## Origine du nom
Elle porte le nom de monsieur Ernest Thorel (1815-1884) qui était conseiller municipal (conservateur puis républicain).

## Historique
Cette voie fait partie de celles qui existaient, en 1540, sur la Butte-aux-Gravois, sous le nom de « rue Sainte-Barbe », nom qu'elle tirait de la chapelle érigée sous l'invocation de saint Louis et de sainte Barbe.
En 1867, elle prend le nom de « rue Portalès » du nom du curé de la paroisse et, en 1885, le nom de « rue Thorel ».

## Bâtiments remarquables et lieux de mémoire
- Nos 11-13 : emplacement de l'ancien couvent du Petit-Saint-Chaumont.

## Pour approfondir